# Sessa Aurunca
Sessa Aurunca är en kommun i provinsen Caserta i regionen Kampanien i Italien. Staden ligger på sydvästra sluttningen på vulkanen Roccamonfina, ungefär 40 km väster om Caserta och 30 km öster om Formia.
Dagens Sessa Aurunca ligger ungefär på samma plats som antikens Suessa Aurunca. Suessa Aurunca var aurunkernas huvudstad. Staden övergavs 337 f.Kr. På grund av sidicinerna valde man att lägga den latinska kolonin på en annan plats än ursprungsstaden. Suessa Aurunca hade den exklusiva rätten att prägla mynt och Cicero talar om staden som en stad med viss betydelse.